# 恩茲·薩菲拉
恩茲·薩菲拉（1997年5月21日—），印度尼西亞男子羽毛球運動員。

## 簡歷
2015年6月，恩茲·薩菲拉代表印尼参加泰國曼谷举办的亞洲青年羽毛球錦標賽，随队赢得团体赛季军。同年9月，他出战越南羽毛球國際系列賽，在男单决赛以1比2（19-21、21-15、14-21）不敌赛会7号种子、队友的克里希纳·阿迪·努格拉哈，赢得亚军。
2016年12月，恩茲·薩菲拉出戰印度羽毛球國際挑戰賽，在男子單打決賽中以3-1的成績（7-11、11-9、11-7、11-6）擊敗來自馬來西亞的林志咏，奪得個人生涯中首個國際賽冠軍。
2017年5月，恩茲·薩菲拉出戰印尼羽毛球國際系列賽，在男单準决赛以1比2（21-10、17-21、21-23）不敌队友的狄奥尼修斯·哈永·伦巴卡。同年9月，他出战新加坡羽毛球國際系列賽，在男单準决赛以0比2（16-21、19-21）不敌赛会10号种子、新加坡的黄敬卫。同年10月，他出战印尼羽毛球國際挑戰賽，在男单準决赛以0比2（20-22、17-21）不敌赛会3号种子、队友的谢萨·希伦·雷斯塔维托。

## 主要比賽成績
只列出曾進入準決賽的國際賽事成績：
| 年份   | 賽事                   | 公開賽級別 | 項目     | 成績   |
| ------ | ---------------------- | ---------- | -------- | ------ |
| 2015年 | 亞洲青年羽毛球錦標賽   | 其他       | 混合團體 | 季軍   |
| 2015年 | 越南羽毛球國際系列賽   | 國際系列賽 | 男子單打 | 亞軍   |
| 2016年 | 印度羽毛球國際挑戰賽   | 國際挑戰賽 | 男子單打 | 冠軍   |
| 2017年 | 印尼羽毛球國際系列賽   | 國際系列賽 | 男子單打 | 準決賽 |
| 2017年 | 新加坡羽毛球國際系列賽 | 國際系列賽 | 男子單打 | 準決賽 |
| 2017年 | 印尼羽毛球國際挑戰賽   | 國際挑戰賽 | 男子單打 | 準決賽 |

| 2007-2017年 | 首要超級賽 | 超級賽 | 黃金大獎賽 | 大獎賽 | 國際挑戰賽 | 國際系列賽 | 未來系列賽 | 其他 |

| 2018-2026年 | 總決賽 | 超級1000賽 | 超級750賽 | 超級500賽 | 超級300賽 | 超級100賽 | 國際挑戰賽 | 國際系列賽 | 未來系列賽 | 其他 |